# Ectinosoma paranormani
Ectinosoma paranormani är en kräftdjursart som beskrevs av Lang 1965. Ectinosoma paranormani ingår i släktet Ectinosoma och familjen Ectinosomatidae. Inga underarter finns listade i Catalogue of Life.